# Myoporum caprarioides
Myoporum caprarioides är en flenörtsväxtart som beskrevs av George Bentham. Myoporum caprarioides ingår i släktet Myoporum och familjen flenörtsväxter. Inga underarter finns listade i Catalogue of Life.